# Ludergraben (Röthenbach)
Der Ludergraben ist ein etwa 5 km langer linker Zufluss des Röthenbachs im Lorenzer Reichswald südöstlich von Nürnberg. Er durchfließt die Gebiete der drei besiedelten Nürnberger Exklaven Brunn, Birnthon und Netzstall, die zum statistischen Bezirk 97 gehören, im ansonsten überwiegend in gemeindefreie Staatsforste aufgeteilten Lorenzer Reichswald. Er zählt zu den Nürnberger Landgräben und ist ein Fließgewässer 3. Ordnung.

## Geographie

### Flusslauf
Der Oberlauf des Ludergrabens entsteht aus zahlreichen Quellbächen südwestlich und südlich von Birnthon, deren Quellen im Staatsforst Fischbach oder auch im Winkelhaider Forst am Nordabhang der bis 434 m ü. NHN hohen Hügelrückens Geißleite in Höhen um 405 m ü. NHN entspringen. Knapp vor dem südwestlichen Eck der Rodungsinsel von Birnthon haben sich diese Zuflüsse alle zu einem Gewässer vereint und fließen nun nordöstlich in die mit der Flurlichtung deckungsgleichen Nürnberger Exklave ein. Etwas bevor der Bach darin das Siedlungsgebiet des Ortes berührt, fließt von rechts auf inzwischen nur noch etwa 382 m ü. NHN der Hühnerbrunngraben zu, der in ganz ähnlicher Lage und Höhe wie die anderen Quellbäche südöstlich im Winkelhaider Wald entspringt. Der Ludergraben fließt daraufhin am Westrand des Ortes entlang und unterquert nach deren Ortsaustritt die zuvor ungefähr parallel verlaufende Gemeindestraße Birnthon, danach in steter Entfernung vom Ort die Kreisstraße Nürnberg–Altdorf (LAU 13). Nach Passieren eines Wasserwerks am linken Ufer tritt der Bach am nördlichen Flurrand wieder in den Wald des gemeindefreien Gebietes Fischbach ein.
Auf seinem weiterhin nördlichen Lauf quert den Bach eine Forstwegbrücke, gleich danach laufen ihm nahe einer Waldwegkreuzung von links und rechts zwei Seitenarme größerer Länge zu. In die weiter nördlich beginnende offene Flur um Netzstall fließt der Bach nicht ein, sondern passiert sie nah in nunmehr nordöstlicher Richtung, er wechselt dabei in die Waldflur von Brunn, die zur Stadt Nürnberg gehört. Er unterquert die Mooskammstraße, jenseits derer im Nordwesten dann die Rodungsinsel um Brunn selbst liegt, und läuft neben ihr nordöstlich auf die A 3 zu. Kurz bevor er diese am Südrand des Parkplatzes Ludergraben/Fuchsmühle verrohrt unterquert, betritt er wieder Winkelhaider Gebiet. Jenseits verlässt er den die Autobahn fassenden Gebietskeil bald wieder an der Unterquerung der Gemeindeverbindungsstraße Ungelstetten–Brunn und mündet dann gleich auf 351 m ü. NHN im gemeindefreien Brunner Staatsforst von links in den Röthenbach.

### Einzugsgebiet
Es umfasst etwa 7 km² und ist zum allergrößten Teil bewaldet. Die Wasserscheide im Norden läuft vom Gipfel des Brunner Bergs (438 m ü. NHN) an der Nordwestecke des Einzugsgebiets bis zur Mündung (351 m ü. NHN) an der Nordostecke, das Gebiet dahinter entwässert weiter abwärts in den Röthenbach. Hinter der östlichen Wasserscheide liegt ebenfalls Einzugsgebiet des Röthenbachs, hier oberhalb der Mündung des Ludergrabens. Etwa auf der südlichen Wasserscheide läuft die A 6 westwärts auf dem Rücken der bis zu 434 m ü. NHN hohen Geißleite, auf deren anderer Seite der Gauchsbach die Niederschläge etwa südwestwärts in die Schwarzach abführt. Die verbleibende westliche Wasserscheide zwischen westlicher Geißleite und Brunner Berg hat auf dem Netzstaller Ranken, auf dem sie etwas nach Westen ausfährt, ein 395 m ü. NHN erreichendes Zwischenhoch; auf ihrer ganzen Länge grenzt das Einzugsgebiet des Fischbachs an, der westwärts über den Goldbach zur Pegnitz in Nürnberg entwässert.
Die zwei höchsten Erhebungen sind der Brunner Berg und die Geißleite.

### Zuflüsse
- Hühnerbrunngraben (rechts)
- Zwei Zuflüsse an einer Waldwegkreuzung (links und rechts)

### Flusssystem Pegnitz
- Liste der Fließgewässer im Flusssystem Pegnitz

## Natur
Der Ludergraben durchfließt im Bereich Birnthon das Landschaftsschutzgebiet Birnthon (LSG-00536.12) und im nördlichen Bereich das Landschaftsschutzgebiet Brunn–Netzstall (LSG-00536.11).

## Besonderheiten
Südlich von Netzstall verläuft östlich des Ludergrabens ein etwa eineinhalb Kilometer langes Kanalstück des Gefütterten Grabens. Dieses noch erhaltene Teilstück beginnt nahe am Röthenbach und zieht sich in fast gerader Linie nach Westen und hätte damit, bei einem nie erfolgten Weiterbau, den Ludergraben gekreuzt.
Nach dem Ludergraben wurde ein im August 2011 eröffneter Parkplatz an der A 3 benannt. Im Bereich dieses Parkplatzes verläuft er unterirdisch.

## Bildergalerie

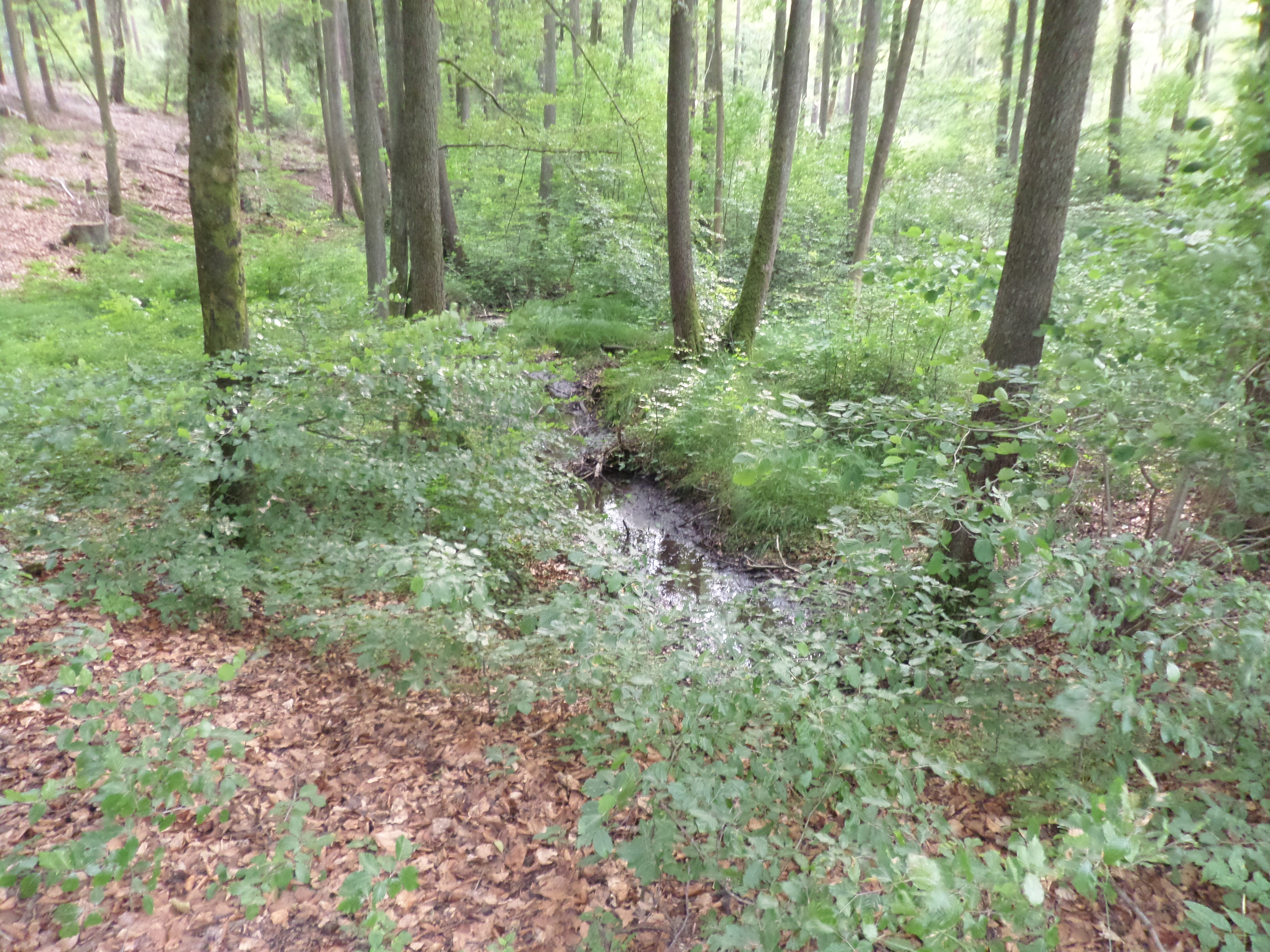
Ludergraben Quellgebiet
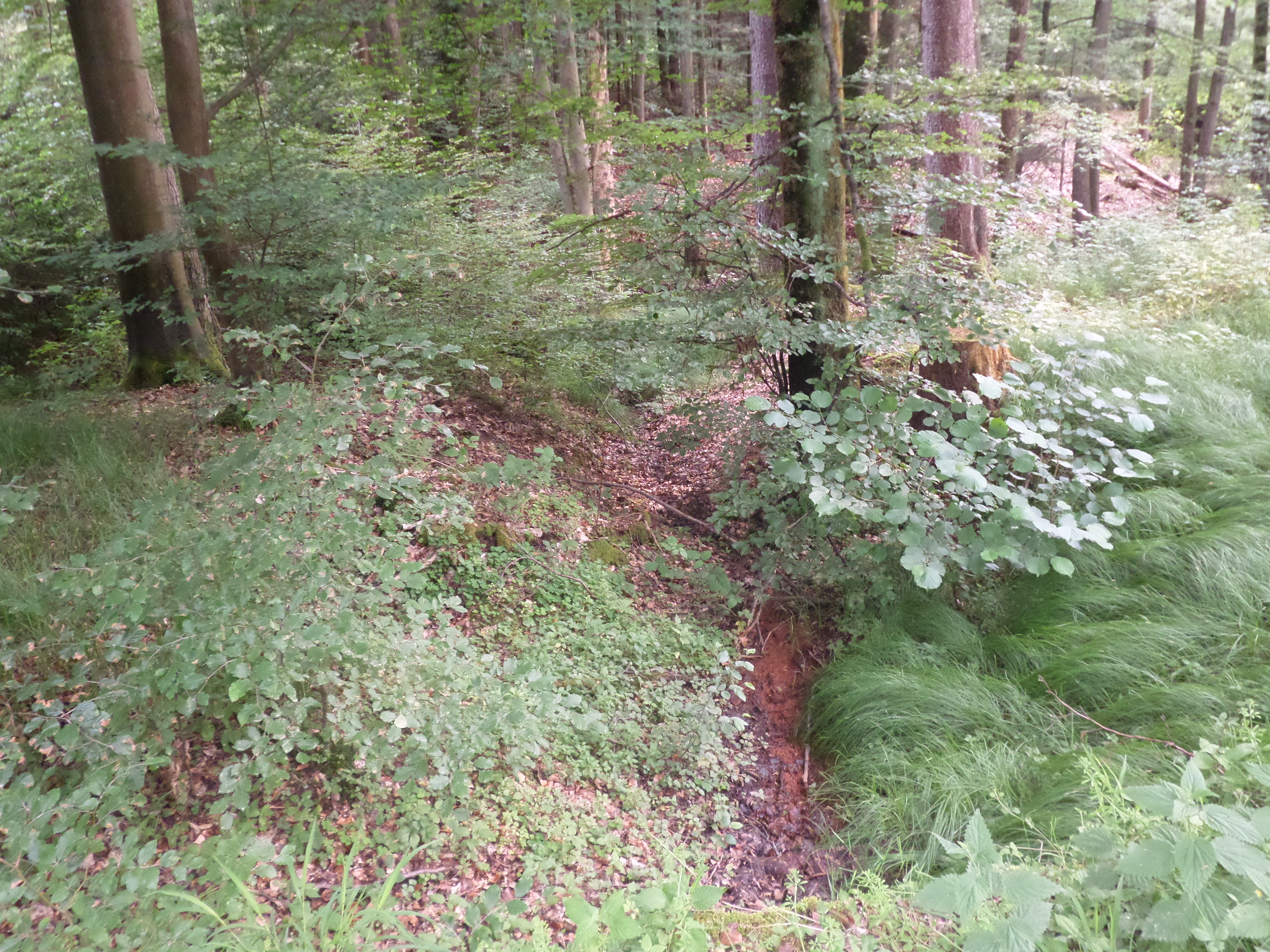
Hühnerbrunngraben
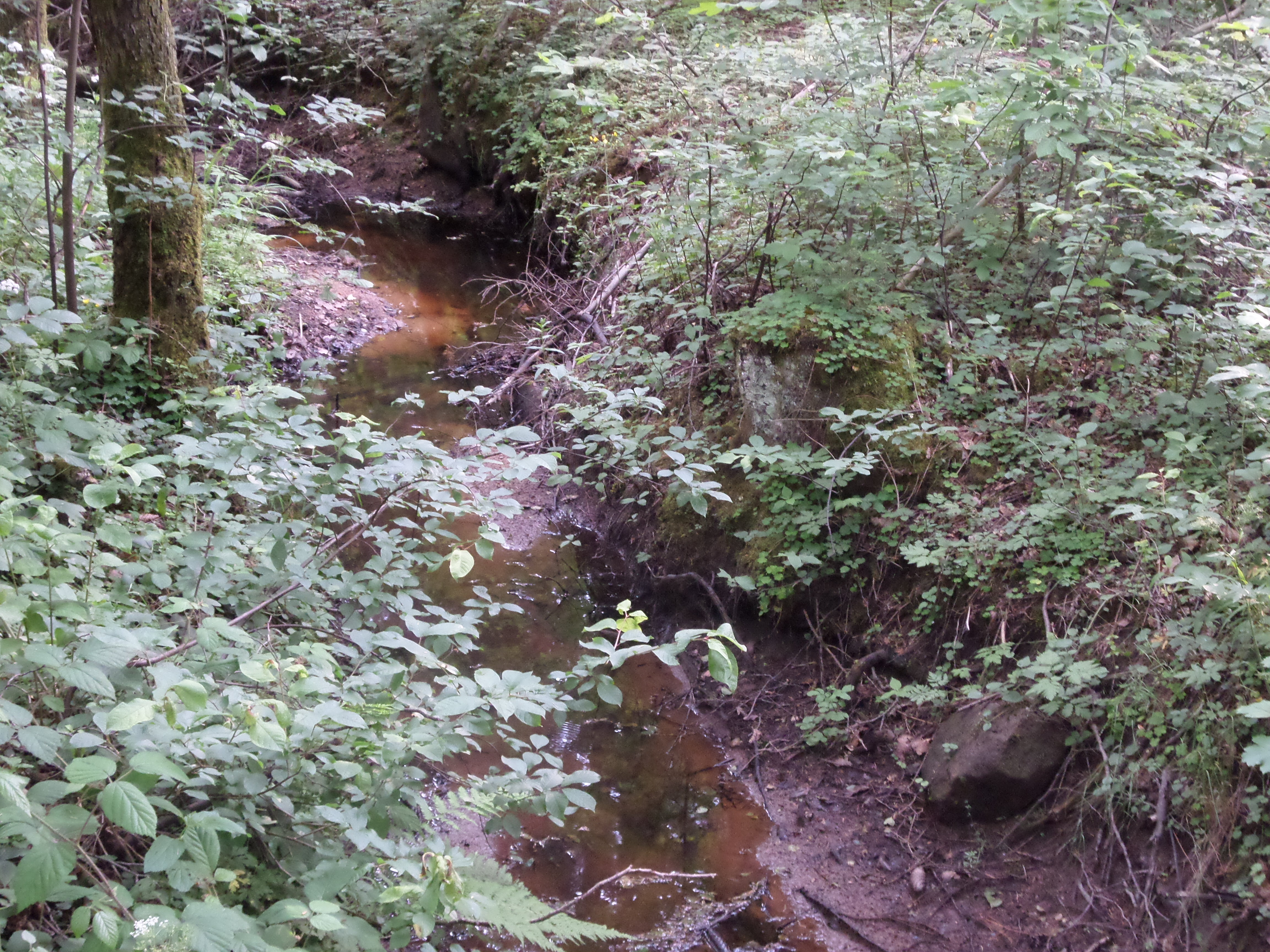
Ludergraben bei Netzstall
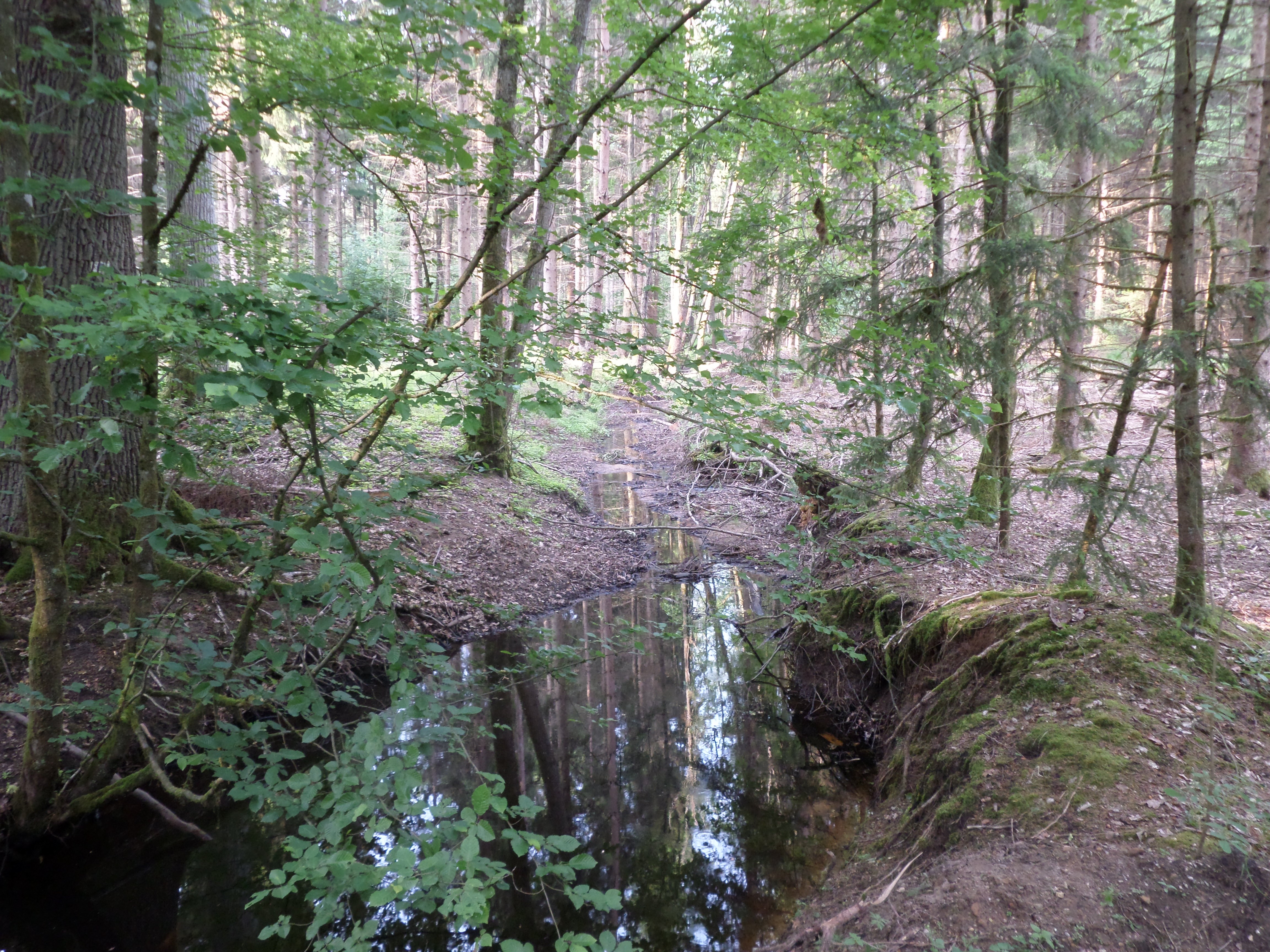
Ludergraben bei Netzstall
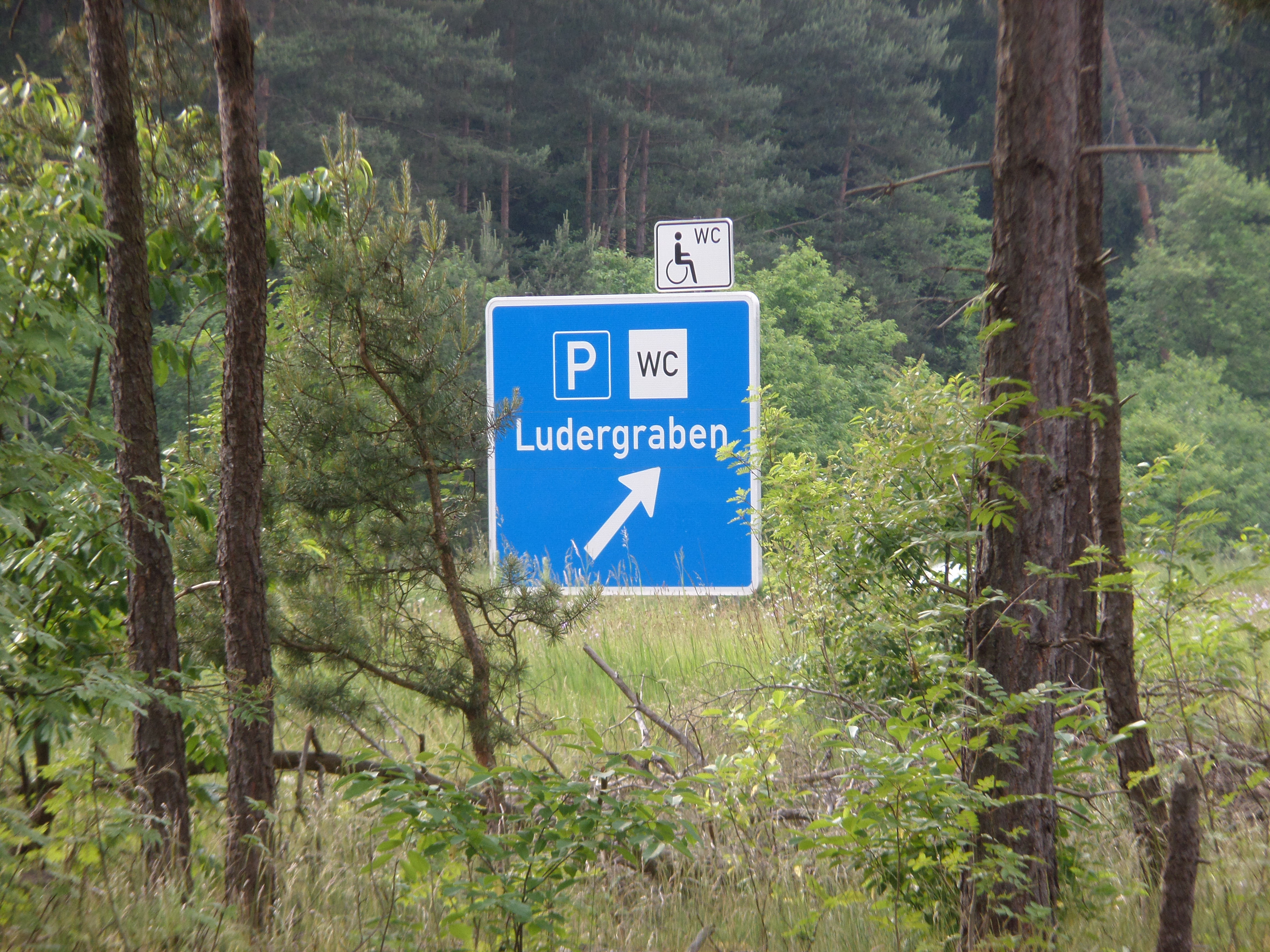
A3 Parkplatz Ludergraben Ausfahrtschild
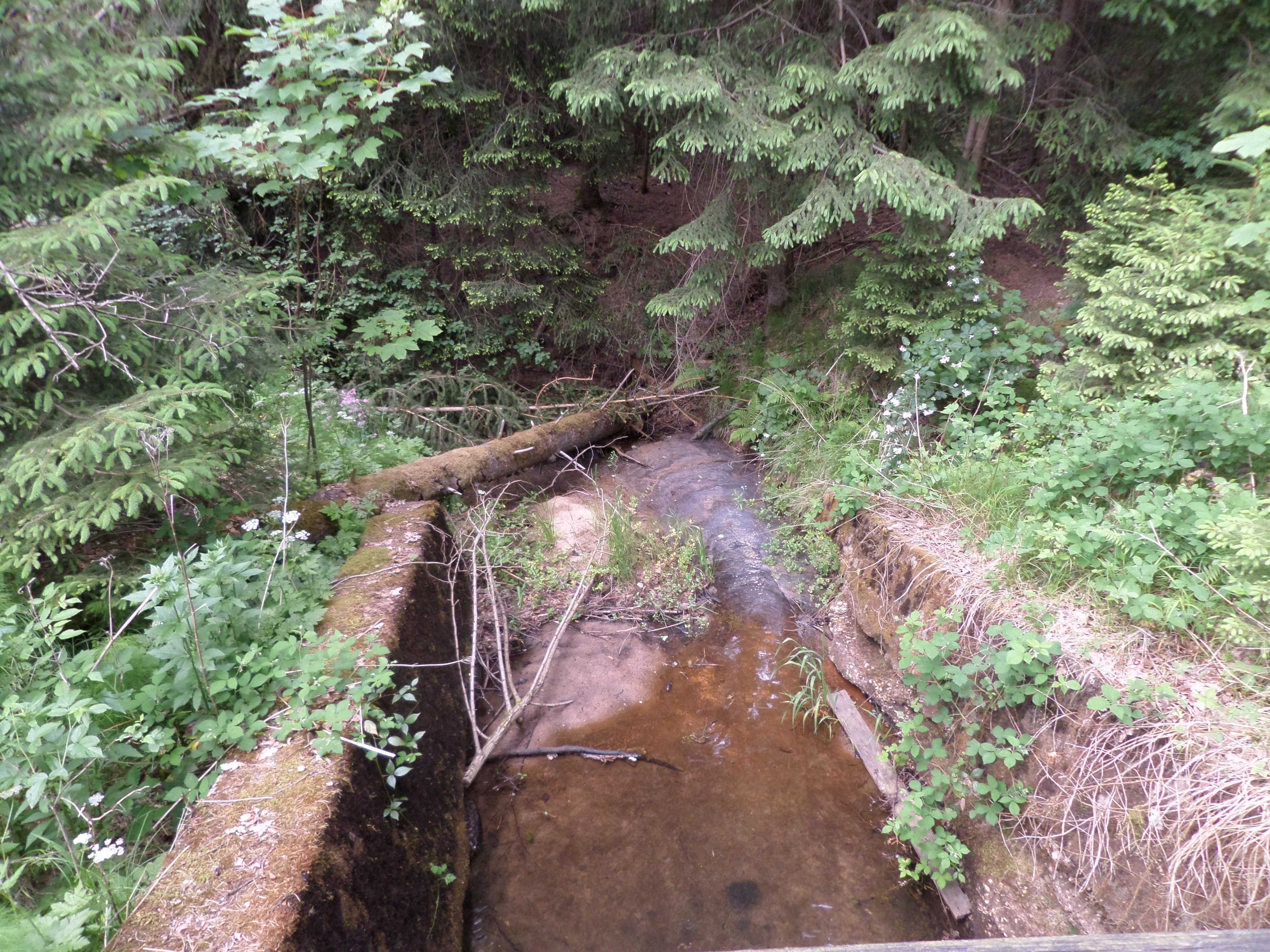
Ludergraben kurz vor der Mündung